# Ignazio La Russa
Ignazio La Russa (n. 18 iulie 1947, Paternò, Sicilia, Italia) este un politician italian.